# Йонець (гміна)
Гміна Йонець (пол. Gmina Joniec) — сільська гміна у центральній Польщі. Належить до Плонського повіту Мазовецького воєводства.
Станом на 31 грудня 2011 у гміні проживало 2610 осіб.

## Площа
Згідно з даними за 2007 рік площа гміни становила 72.64 км², у тому числі:
- орні землі: 74.00%
- ліси: 19.00%

Таким чином, площа гміни становить 5.25% площі повіту.

## Населення
Станом на 31 грудня 2011:
| Опис     | Загалом | Загалом | Чоловіки | Чоловіки | Жінки | Жінки |
| -------- | ------- | ------- | -------- | -------- | ----- | ----- |
| одиниця  | осіб    | %       | осіб     | %        | осіб  | %     |
| все      | 2610    | 100     | 1254     | 48.05    | 1356  | 51.95 |
| міське   | 0       | 100     | 0        |          | 0     |       |
| сільське | 2610    | 100     | 1254     | 48.05    | 1356  | 51.95 |

## Сусідні гміни
Гміна Йонець межує з такими гмінами: Закрочим, Залуський, Насельськ, Нове Място, Плонськ, Сохоцин.